# Сен-Поль-Кап-де-Жу
Сен-Поль-Кап-де-Жу (фр. Saint-Paul-Cap-de-Joux, окс. Sant Pau del Cabdal Jòus) — коммуна во Франции, находится в регионе Юг — Пиренеи. Департамент — Тарн. Входит в состав кантона Плен-де-л’Агу. Округ коммуны — Кастр.
Код INSEE коммуны — 81266.

## География
Коммуна расположена приблизительно в 580 км к югу от Парижа, в 45 км восточнее Тулузы, в 35 км к юго-западу от Альби.
На севере коммуны протекает река Агу.

## Климат
Климат умеренно-океанический. Зима мягкая и дождливая, лето жаркое с частыми грозами. Ветры довольно редки.

## Население
Население коммуны на 2010 год составляло 1071 человек.
| 1962 | 1968 | 1975 | 1982 | 1990 | 1999 | 2010 |
| ---- | ---- | ---- | ---- | ---- | ---- | ---- |
| 956  | 920  | 963  | 898  | 924  | 961  | 1071 |

## Администрация
| Период | Период | Фамилия          | Партия                  | Примечания               |
| ------ | ------ | ---------------- | ----------------------- | ------------------------ |
| 2001   | 2008   | Андре Жуквьель   |                         |                          |
| 2008   | 2020   | Лоран Вандандриш | Социалистическая партия | член генерального совета |

## Экономика
В 2007 году среди 628 человек в трудоспособном возрасте (15—64 лет) 449 были экономически активными, 179 — неактивными (показатель активности — 71,5 %, в 1999 году было 67,7 %). Из 449 активных работали 393 человека (207 мужчин и 186 женщин), безработных было 56 (28 мужчин и 28 женщин). Среди 179 неактивных 53 человека были учениками или студентами, 57 — пенсионерами, 69 были неактивными по другим причинам.

## Достопримечательности
- Приходская церковь Св. Павла (XIX век). Исторический памятник с 2008 года.[4]

## Фотогалерея

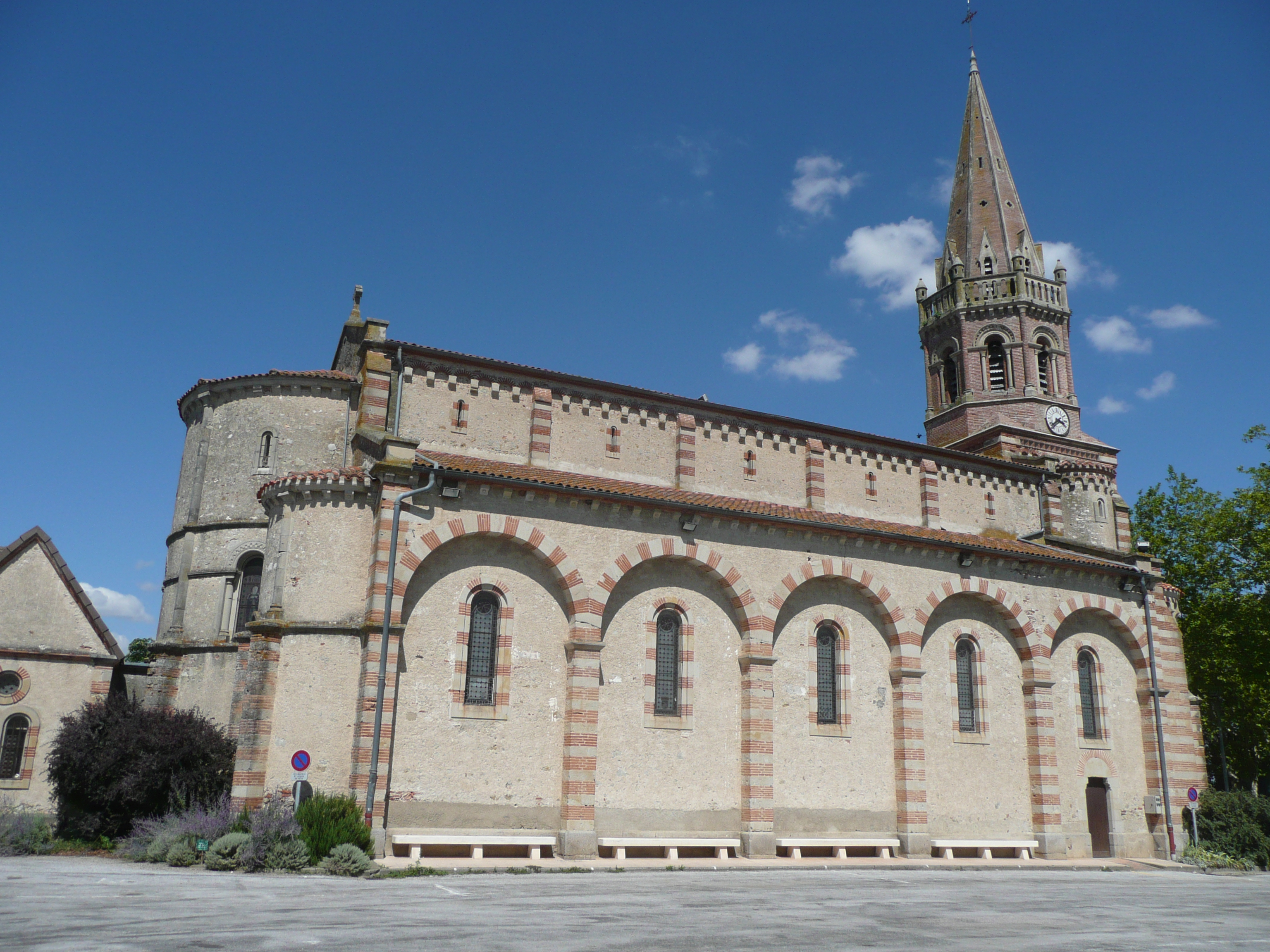
Церковь Св. Павла
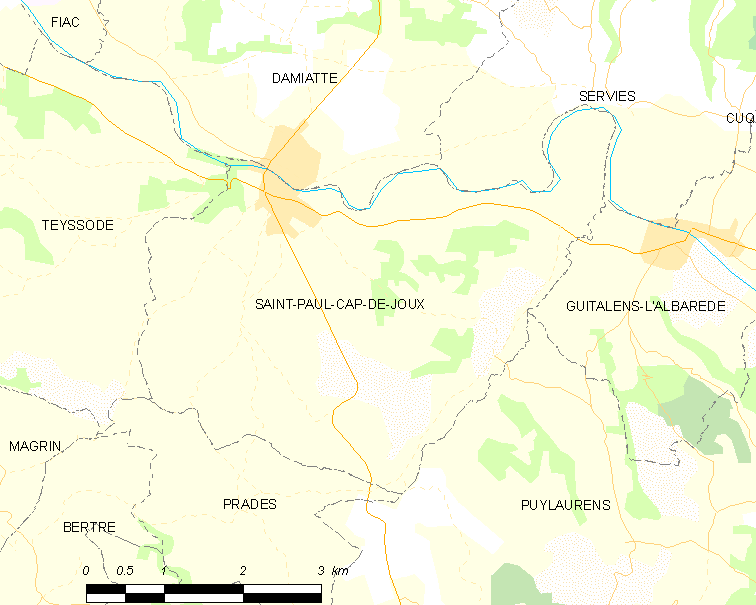
Карта коммуны